# Miroslav Eliáš
Miroslav Eliáš (Nagysurány, 1982.) szlovák muzeológus, helytörténész.

## Élete
1988-1996 között a nagysurányi alapiskolában tanult, majd 2001-ig Érsekújvárott járt középiskolába. A besztercebányai Bél Mátyás Egyetemen tanult ekomuzeológia szakon, ahol 2006-ban végzett és kisdoktori fokozatot is szerzett. 2006-ban nagysurányi Városi Kultúrközpontban helyezkedett el mint kultúrreferens, majd 2007-től a városi múzeum gondnoka lett. Az egykori zsinagógában székelő múzeum alapító vezetője lett. 2010-ben a gímesi Forgách Múzeum alapításában is részt vett. Nagysurány kultúréletében is aktív részt vállal.
Vármakettek készítésével is foglalkozik. Szklabinya várának felújításában is részt vesz.

## Elismerései
- 2006 Forgach de Ghymes Polgári Társulás tiszteletbeli tagja

## Művei
- Šurany – Cesta dejinami mesta
- 2006/2009 Pamätný spis k dejinám Šurianskeho hradu
- 2010 Mestské múzeum Šurany
- 2010 Forgáchovci - šľachtický rod z Gýmeša
- 2010 Zámeček - slovenská Trója - archeologická lokalita.
- 2012 Šuriansky cukrovar 1852-2000
- 2013 Castellum Suran in archaelogia. Šurany
- 2016 Pod zástavou Marsa.
- 2019 Zabudnutí hrdinovia protitureckých bojov. Šurany
- 2022 Hrad Sklabiňa. Sklabinský Podzámok
- 2022 Slovenské Marsovo pole. Historická revue XXXIII/8, 48-52